# Araneus hortensis
Araneus hortensis är en spindelart som först beskrevs av John Blackwall 1859.  Araneus hortensis ingår i släktet Araneus och familjen hjulspindlar.
Artens utbredningsområde är Madeira. Inga underarter finns listade i Catalogue of Life.